# Girard, Illinois
Girard är en ort i Macoupin County i Illinois. Enligt 2020 års folkräkning hade Girard 1 785 invånare.